# Lech Poznań w Pucharze Polski

## Osiągnięcia Lecha Poznań w Pucharze Polski
- Zdobywca Pucharu Polski (5x) – 1981/82, 1983/84, 1987/88, 2003/04, 2008/09
- Finalista Pucharu Polski (6x) – 1979/80, 2010/11, 2014/15, 2015/16, 2016/17, 2021/22

## Lech Poznań w Pucharze Polski
| Lech Poznań w Pucharze Polski |              | |                |
| Sezon                         | Runda        | Przeciwnik | Wynik          |
| 1925/26                       | -            | - | -              |
| 1950/51                       | 1/32         | Pomorzanin Toruń - Lech Poznań | 1:0            |
| 1952                          | 1/16         | Gryf Słupsk – Lech Poznań | 2:1            |
| 1954                          | 1/32         | Stal Mielec – Lech Poznań | 2:1            |
| 1954/55                       | 1/16         | Gwardia Warszawa – Lech Poznań | 3:2            |
| 1955/56                       | 1/32         | Polonia Gdańsk – Lech Poznań | 1:0            |
| 1956/57                       | 1/16         | Zawisza Bydgoszcz – Lech Poznań | 1:3            |
| 1956/57                       | 1/8          | Lech Poznań – Gwardia Warszawa | 2:5            |
| 1961/62                       | 1/16         | Stal Rzeszów – Lech Poznań | 4:0            |
| 1962/63                       | 1/16         | GKS Katowice – Lech Poznań | 1:3            |
| 1962/63                       | 1/8          | Lech Poznań – Pogoń Szczecin | 4:1            |
| 1962/63                       | 1/4          | Lech Poznań – Górnik Zabrze | 2:4            |
| 1963/64                       | 1/32         | Warta Gorzów - Lech Poznań | 1:3            |
| 1963/64                       | 1/16         | Stocznia Płn. Gdańsk - Lech Poznań | 1:4            |
| 1963/64                       | 1/8          | Lech Poznań – Zagłębie Sosnowiec | 0:2            |
| 1964/65                       | 1/64         | Kujawiak Włocławek – Lech Poznań | 2:6            |
| 1964/65                       | 1/32         | Lech Poznań – Lechia Gdańsk | 3:0            |
| 1964/65                       | 1/16         | Lech Poznań – Legia Warszawa | 2:4            |
| 1965/66                       | 1/32         | Polonia Gdańsk – Lech Poznań | 1:4            |
| 1965/66                       | 1/16         | Lech Poznań – Zagłębie Sosnowiec | 2:3            |
| 1966/67                       | 1/32         | Wiarus Krosno Odrzańskie - Lech Poznań | 0:3            |
| 1966/67                       | 1/16         | Lech Poznań – Zagłębie Sosnowiec | 0:1            |
| 1967/68                       | -            | - | -              |
| 1968/69                       | 1/32         | PTC Pabianice – Lech Poznań | 0:5            |
| 1968/69                       | 1/16         | Lech Poznań – Zagłębie Wałbrzych | 0:3 pd.        |
| 1969/70                       | 1/32         | Piłkarska centrala zapomniała (!?) uwzględnić przy tworzeniu drabinki PP klubów, które spadły z drugiej ligi. Tak więc cztery kluby: Lech Poznań, Górnik Wojkowice, Piast Gliwice oraz Start Łódź zostały pominięte w tej edycji PP. | -              |
| 1970/71                       | -            | - | -              |
| 1971/72                       | -            | - | -              |
| 1972/73                       | 1/16         | Szombierki Bytom – Lech Poznań | 1:0            |
| 1973/74                       | 1/16         | Lechia Gdańsk – Lech Poznań | 2:0            |
| 1974/75                       | 1/16         | Bałtyk Gdynia – Lech Poznań | 0:1            |
| 1974/75                       | 1/8          | GKS Tychy – Lech Poznań | 0:1            |
| 1974/75                       | 1/4          | ROW II Rybnik – Lech Poznań | 2:1            |
| 1975/76                       | 1/16         | Stoczniowiec Gdańsk – Lech Poznań | 1:0            |
| 1976/77                       | 1/16         | Arkonia Szczecin – Lech Poznań | 0:2            |
| 1976/77                       | 1/8          | Orzeł Łódź – Lech Poznań | 2:1            |
| 1977/78                       | 1/16         | Arkonia Szczecin – Lech Poznań | 0:1            |
| 1977/78                       | 1/8          | Lech Poznań – Zawisza Bydgoszcz | 1:0            |
| 1977/78                       | 1/4          | Wisła Kraków – Lech Poznań | 1:3 pd.        |
| 1977/78                       | 1/2          | Piast Gliwice – Lech Poznań | 3:1            |
| 1978/79                       | 1/16         | Piast Gliwice – Lech Poznań | 1:2            |
| 1978/79                       | 1/8          | Karpaty Krosno – Lech Poznań | 1:2            |
| 1978/79                       | 1/4          | Arka Gdynia – Lech Poznań | 2:2 k. 7:6     |
| 1979/80                       | 1/16         | Radomiak Radom – Lech Poznań | 1:2            |
| 1979/80                       | 1/8          | Lech Poznań – Wisła Kraków | 1:0            |
| 1979/80                       | 1/4          | Polonia Bytom – Lech Poznań | 1:2            |
| 1979/80                       | 1/2          | ŁKS Łódź – Lech Poznań | 1:2            |
| 1979/80                       | F            | Legia Warszawa – Lech Poznań | 5:0            |
| 1980/81                       | 1/16         | Pogoń Szczecin – Lech Poznań | 2:0            |
| 1981/82                       | 1/16         | Stilon Gorzów Wlkp. – Lech Poznań | 1:4            |
| 1981/82                       | 1/8          | Lech Poznań – Zagłębie Sosnowiec | 3:0            |
| 1981/82                       | 1/4          | Lech Poznań – Widzew Łódź | 1:1 k. 5:4     |
| 1981/82                       | 1/2          | Lech Poznań – Arka Gdynia | 2:0            |
| 1981/82                       | F            | Lech Poznań – Pogoń Szczecin | 1:0            |
| 1982/83                       | 1/16         | Zagłębie Wałbrzych – Lech Poznań | 0:1 pd.        |
| 1982/83                       | 1/8          | Wisła Płock – Lech Poznań | 0:1            |
| 1982/83                       | 1/4          | Legia Warszawa – Lech Poznań | 0:1            |
| 1982/83                       | 1/2          | Piast Gliwice – Lech Poznań | 1:0            |
| 1983/84                       | 1/16         | Celuloza Kostrzyn – Lech Poznań | 0:0 k. 3:4     |
| 1983/84                       | 1/8          | Piast Gliwice – Lech Poznań | 0:5            |
| 1983/84                       | 1/4          | Lech Poznań – ŁKS Łódź | 1:0 1:2        |
| 1983/84                       | 1/2          | Ruch Chorzów – Lech Poznań | 0:1 0:3        |
| 1983/84                       | F            | Lech Poznań – Wisła Kraków | 3:0            |
| 1984/85                       | 1/16         | Lechia Zielona Góra – Lech Poznań | 0:4            |
| 1984/85                       | 1/8          | Cracovia – Lech Poznań | 1:2            |
| 1984/85                       | 1/4          | Lech Poznań – Widzew Łódź | 0:0 1:3        |
| 1985/86                       | 1/16         | Victoria Jaworzno – Lech Poznań | 1:4            |
| 1985/86                       | 1/8          | GKS Katowice – Lech Poznań | 1:0            |
| 1986/87                       | 1/16         | Lechia Zielona Góra – Lech Poznań | 4:2 pd.        |
| 1987/88                       | 1/16         | Jeziorak Iława – Lech Poznań | 0:2            |
| 1987/88                       | 1/8          | Ostrovia Ostrów Wlkp. – Lech Poznań | 0:3            |
| 1987/88                       | 1/4          | Pogoń Szczecin – Lech Poznań | 0:1 0:1        |
| 1987/88                       | 1/2          | Górnik Wałbrzych – Lech Poznań | 2:1 0:3        |
| 1987/88                       | F            | Lech Poznań – Legia Warszawa | 1:1 k. 3:2     |
| 1988/89                       | 1/16         | KS Lublinianka – Lech Poznań | 1:2            |
| 1988/89                       | 1/8          | Bałtyk Gdynia – Lech Poznań | 2:1            |
| 1989/90                       | 1/16         | Stomil Olsztyn – Lech Poznań | 1:3 pd.        |
| 1989/90                       | 1/8          | Hutnik Kraków – Lech Poznań | 4:1 pd.        |
| 1990/91                       | 1/16         | Stal Stalowa Wola – Lech Poznań | 2:3            |
| 1990/91                       | 1/8          | ŁKS Łódź – Lech Poznań | 2:0            |
| 1991/92                       | 1/16         | Hutnik Warszawa – Lech Poznań | 3:1            |
| 1992/93                       | 1/16         | ŁKS Łódź – Lech Poznań | 3:1            |
| 1993/94                       | 1/16         | Górnik Pszów – Lech Poznań | 2:0            |
| 1994/95                       | 1/16         | Mławianka Mława – Lech Poznań | 1:4            |
| 1994/95                       | 1/8          | Lech Poznań – Hutnik Kraków | 1:0            |
| 1994/95                       | 1/4          | Lech Poznań – Jeziorak Iława | 3:1            |
| 1994/95                       | 1/2          | Lech Poznań – GKS Katowice | 1:1 k. 2:4     |
| 1995/96                       | 1/16         | Polonia Warszawa (piłka nożna) – Lech Poznań | 2:6            |
| 1995/96                       | 1/8          | Pogoń Oleśnica – Lech Poznań | 1:0            |
| 1996/97                       | 1/16         | Pogoń Szczecin – Lech Poznań | 1:1 k. 4:3     |
| 1997/98                       | 1/16         | Jeziorak Iława – Lech Poznań | 1:2            |
| 1997/98                       | 1/8          | Górnik Łęczna – Lech Poznań | 2:2 k. 2:4     |
| 1997/98                       | 1/4          | Polonia Warszawa – Lech Poznań | 1:0            |
| 1998/99                       | 1/16         | Wisła Płock – Lech Poznań | 2:1 pd.        |
| 1999/00                       | 1/16         | Odra Szczecin – Lech Poznań | 1:2            |
| 1999/00                       | 1/8          | Pomerania Police – Lech Poznań | 3:2 pd.        |
| 2000/01                       | 1/16         | Lech Poznań – Odra Wodzisław Śląski | 0:1            |
| 2001/02                       | 1/16         | Lech Poznań – Pogoń Szczecin | 0:0 k. 12:11   |
| 2001/02                       | 1/8          | Lech Poznań – Dyskobolia Grodzisk Wlkp. | 0:2            |
| 2002/03                       | 1/32         | Zorza Dobrzany – Lech Poznań | 1:1 k. 1:3     |
| 2002/03                       | 1/16         | Lech Poznań – Ruch Chorzów | 2:0            |
| 2002/03                       | 1/8          | Lech Poznań – Ceramika Opoczno | 1:2            |
| 2003/04                       | 1/16         | Karkonosze Jelenia Góra – Lech Poznań | 0:3            |
| 2003/04                       | 1/8          | Polonia Warszawa – Lech Poznań | 1:2            |
| 2003/04                       | 1/4          | Górnik Polkowice – Lech Poznań | 0:0 1:4        |
| 2003/04                       | 1/2          | GKS Katowice – Lech Poznań | 1:2 2:4        |
| 2003/04                       | F            | Lech Poznań – Legia Warszawa | 2:0 0:1        |
| 2004/05                       | 1/16 (Gr. 6) | Lech Poznań – KSZO Ostrowiec Św. | 2:0 0:1        |
| 2004/05                       | 1/16 (Gr. 6) | Lech Poznań – Arka Gdynia | 4:1 0:0        |
| 2004/05                       | 1/16 (Gr. 6) | Drwęca Nowe Miasto Lubawskie – Lech Poznań | 2:0 0:5        |
| 2004/05                       | 1/8          | Lech Poznań – Amica Wronki | 2:1 1:1        |
| 2004/05                       | 1/4          | Lech Poznań – Legia Warszawa | 0:0 1:2        |
| 2005/06                       | 1/16         | Okocimski KS Brzesko – Lech Poznań | 3:3 1:4        |
| 2005/06                       | 1/8          | Lech Poznań – Radomiak Radom | 2:0 2:0        |
| 2005/06                       | 1/4          | Lech Poznań – Odra Wodzisław Śląski | 1:0 0:0        |
| 2005/06                       | 1/2          | Wisła Płock – Lech Poznań | 0:0 1:0        |
| 2006/07                       | 1/16         | Podbeskidzie Bielsko-Biała – Lech Poznań | 1:2            |
| 2006/07                       | 1/8          | Lech Poznań – Pogoń Szczecin | 2:1            |
| 2006/07                       | 1/4          | Korona Kielce – Lech Poznań | 1:0 2:3        |
| 2007/08                       | 1/16         | Polonia Warszawa – Lech Poznań | 3:2            |
| 2008/09                       | 1/16         | Piast Gliwice – Lech Poznań | 0:4            |
| 2008/09                       | 1/8          | Lech Poznań – Odra Wodzisław Śląski | 1:0            |
| 2008/09                       | 1/4          | Wisła Kraków – Lech Poznań | 0:1 1:2        |
| 2008/09                       | 1/2          | Lech Poznań – Polonia Warszawa | 1:1 1:1 k. 3:0 |
| 2008/09                       | F            | Lech Poznań – Ruch Chorzów | 1:0            |
| 2009/10                       | 1/16         | Stal Stalowa Wola – Lech Poznań | 0:0 k. 4:1     |
| 2010/11                       | 1/16         | GKS Tychy – Lech Poznań | 0:1            |
| 2010/11                       | 1/8          | Cracovia – Lech Poznań | 1:4            |
| 2010/11                       | 1/4          | Lech Poznań – Polonia Warszawa | 0:1 2:1        |
| 2010/11                       | 1/2          | Lech Poznań – Podbeskidzie Bielsko-Biała | 1:1 3:2        |
| 2010/11                       | F            | Lech Poznań – Legia Warszawa | 1:1 k. 4:5     |
| 2011/12                       | 1/16         | Chrobry Głogów – Lech Poznań | 0:3            |
| 2011/12                       | 1/8          | Polonia Bytom – Lech Poznań | 1:3 pd.        |
| 2011/12                       | 1/4          | Lech Poznań – Wisła Kraków | 0:1 0:1        |
| 2012/13                       | 1/16         | Olimpia Grudziądz – Lech Poznań | 2:1 pd.        |
| 2013/14                       | 1/16         | Nieciecza KS – Lech Poznań | 0:4            |
| 2013/14                       | 1/8          | Miedź Legnica – Lech Poznań | 2:0            |
| 2014/15                       | 1/16         | Lech Poznań – Wisła Kraków | 2:0            |
| 2014/15                       | 1/8          | Lech Poznań – Jagiellonia Białystok | 4:2 pd.        |
| 2014/15                       | 1/4          | Znicz Pruszków – Lech Poznań | 1:5 0:1        |
| 2014/15                       | 1/2          | Błękitni Stargard – Lech Poznań | 3:1 1:5 pd.    |
| 2014/15                       | F            | Lech Poznań – Legia Warszawa | 1:2            |
| 2015/16                       | 1/16         | Olimpia Grudziądz – Lech Poznań | 0:2            |
| 2015/16                       | 1/8          | Lech Poznań – Ruch Chorzów | 1:0            |
| 2015/16                       | 1/4          | Zagłębie Lubin – Lech Poznań | 0:1 0:1        |
| 2015/16                       | 1/2          | Lech Poznań – Zagłębie Sosnowiec | 1:0 1:1        |
| 2015/16                       | F            | Lech Poznań – Legia Warszawa | 0:1            |
| 2016/17                       | 1/16         | Podbeskidzie Bielsko-Biała – Lech Poznań | 0:3            |
| 2016/17                       | 1/8          | Ruch Chorzów – Lech Poznań | 0:3            |
| 2016/17                       | 1/4          | Lech Poznań – Wisła Kraków | 1:1 4:2        |
| 2016/17                       | 1/2          | Lech Poznań – Pogoń Szczecin | 3:0 1:0        |
| 2016/17                       | F            | Lech Poznań – Arka Gdynia | 1:2            |
| 2017/18                       | 1/16         | Pogoń Szczecin – Lech Poznań | 3:0            |
| 2018/19                       | 1/32         | ŁKS Łódź – Lech Poznań | 0:1 pd.        |
| 2018/19                       | 1/16         | Raków Częstochowa – Lech Poznań | 1:0            |
| 2019/20                       | 1/32         | Chrobry Głogów – Lech Poznań | 0:2            |
| 2019/20                       | 1/16         | Resovia Rzeszów – Lech Poznań | 0:4            |
| 2019/20                       | 1/8          | Stal Stalowa Wola – Lech Poznań | 0:2            |
| 2019/20                       | 1/4          | Stal Mielec – Lech Poznań | 1:3            |
| 2019/20                       | 1/2          | Lech Poznań – Lechia Gdańsk | 1:1 k. 4:5     |
| 2020/21                       | 1/32         | Odra Opole – Lech Poznań | 1:3            |
| 2020/21                       | 1/16         | Znicz Pruszków – Lech Poznań | 2:3            |
| 2020/21                       | 1/8          | Radomiak Radom – Lech Poznań | 1:1 k. 3:4     |
| 2020/21                       | 1/4          | Lech Poznań – Raków Częstochowa | 0:2            |
| 2021/22                       | 1/32         | Skra Częstochowa – Lech Poznań | 0:3            |
| 2021/22                       | 1/16         | Unia Skierniewice – Lech Poznań | 0:2            |
| 2021/22                       | 1/8          | Garbarnia Kraków – Lech Poznań | 0:4            |
| 2021/22                       | 1/4          | Górnik Zabrze – Lech Poznań | 0:2            |
| 2021/22                       | 1/2          | Olimpia Grudziądz – Lech Poznań | 0:3            |
| 2021/22                       | F            | Lech Poznań – Raków Częstochowa | 1:3            |
| 2022/23                       | 1/16         | Lech Poznań – Śląsk Wrocław | 1:3            |
| 2023/24                       | 1/16         | Zawisza Bydgoszcz – Lech Poznań | 0:4            |
| 2023/24                       | 1/8          | Arka Gdynia – Lech Poznań | 0:1            |
| 2023/24                       | 1/4          | Lech Poznań – Pogoń Szczecin | 0:1 pd.        |
| 2024/25                       | 1/32         | Resovia Rzeszów – Lech Poznań | 1:0            |

## Lech II Poznań w Pucharze Polski
| Lech II Poznań w Pucharze Polski |         |                                      |            |
| Sezon                            | Runda   | Przeciwnik                           | Wynik      |
| 1954                             | 1/32    | Lech II Poznań – Górnik Wałbrzych    | 0:2        |
| 1967/68                          | 1/32    | Lechia Szczecinek - Lech II Poznań   | 0:1        |
| 1967/68                          | 1/16    | Lech II Poznań – Śląsk Wrocław       | 1:1 k. 4:3 |
| 1967/68                          | 1/8     | Avia Świdnik – Lech II Poznań        | 1:1 k. 2:3 |
| 1967/68                          | 1/4     | Lech II Poznań – GKS Katowice        | 0:0 k. 5:3 |
| 1967/68                          | 1/2     | Lech II Poznań – Górnik Zabrze       | 0:2        |
| 1984/85                          | 1/128   | Start Radziejów - Lech II Poznań     | 2:1        |
| 1985/86                          | 1/128   | Sparta Złotów - Lech II Poznań       | 1:3        |
| 1985/86                          | 1/64    | Lech II Poznań – Włókniarz Pabianice | 0:1        |
| 1991/92                          | 1/128   | Włocłavia Włocławek – Lech II Poznań | 4:0        |
| 1997/98                          | 1/128   | Amica II Wronki – Lech II Poznań     | 3:0        |
| 2003/04                          | 1/64    | Lech II Poznań – Aluminium Konin     | 1:3        |
| 2020/21                          | Wstępna | Lech II Poznań – Elana Toruń         | 3:2        |
| 2020/21                          | 1/32    | Olimpia Grudziądz – Lech II Poznań   | 2:0        |
| 2021/22                          | Wstępna | Lech II Poznań – Znicz Pruszków      | 2:0 pd.    |
| 2021/22                          | 1/32    | Lech II Poznań – Puszcza Niepołomice | 2:1        |
| 2021/22                          | 1/16    | Olimpia Grudziądz – Lech II Poznań   | 3:0        |
| 2022/23                          | Wstępna | Lech II Poznań – Pogoń Siedlce       | 2:3 pd.    |
| 2023/24                          | Wstępna | Motor Lublin – Lech II Poznań        | 1:0        |

## Finałowe mecze z udziałem Lecha
| 9 maja 1980 | Legia Warszawa | 5:0(3:0) | Lech Poznań | Stadion Miejski, Częstochowa Widzów: 26 000 Sędzia: Jerzy Kacprzak |
| 9 maja 1980 | Marek Kusto 23' 57' Mirosław Okoński 34' Adam Topolski 38' Sikorski 54'                                                                                                  | 5:0(3:0) | | Stadion Miejski, Częstochowa Widzów: 26 000 Sędzia: Jerzy Kacprzak |
| Jacek Kazimierski Adam Topolski Paweł Janas Stefan Majewski Ryszard Milewski Edward Załężny Kakietek Baran Marek Kusto Sikorski Mirosław Okoński Trener: Lucjan Brychczy | Jacek Kazimierski Adam Topolski Paweł Janas Stefan Majewski Ryszard Milewski Edward Załężny Kakietek Baran Marek Kusto Sikorski Mirosław Okoński Trener: Lucjan Brychczy |          | Piotr Mowlik Krzysztof Pawlak Józef Szewczyk Grześkowiak Hieronim Barczak Krawczyk Piekarczyk Woliński (Grobelny) Stelmasiak Romuald Chojnacki Ryszard Szpakowski (Remigiusz Marchlewicz) Trener: Wojciech Łazarek | Piotr Mowlik Krzysztof Pawlak Józef Szewczyk Grześkowiak Hieronim Barczak Krawczyk Piekarczyk Woliński (Grobelny) Stelmasiak Romuald Chojnacki Ryszard Szpakowski (Remigiusz Marchlewicz) Trener: Wojciech Łazarek |

| 19 maja 1982 | Lech Poznań | 1:0(1:0) | Pogoń Szczecin | Stadion Olimpijski, Wrocław Widzów: 15 000 Sędzia: Aleksander Suchanek                                                                                                |
| 19 maja 1982 | Mirosław Okoński 38' | 1:0(1:0) | | Stadion Olimpijski, Wrocław Widzów: 15 000 Sędzia: Aleksander Suchanek                                                                                                |
| Mowlik Andrzej Strugarek Skurczyński Krzysztof Pawlak Hieronim Barczak Józef Adamiec Józef Szewczyk Bogusław Oblewski Krzyżanowski Mariusz Niewiadomski Mirosław Okoński Trener: Wojciech Łazarek | Mowlik Andrzej Strugarek Skurczyński Krzysztof Pawlak Hieronim Barczak Józef Adamiec Józef Szewczyk Bogusław Oblewski Krzyżanowski Mariusz Niewiadomski Mirosław Okoński Trener: Wojciech Łazarek |          | Marek Szczech Marek Ostrowski Zbigniew Kozłowski Kazimierz Sokołowski Czepan Włoch Piekarczyk (Krawczyk) Leszek Wolski Biernat Stelmasiak Turowski Trener: Jerzy Kopa | Marek Szczech Marek Ostrowski Zbigniew Kozłowski Kazimierz Sokołowski Czepan Włoch Piekarczyk (Krawczyk) Leszek Wolski Biernat Stelmasiak Turowski Trener: Jerzy Kopa |

| 19 czerwca 1984 | Lech Poznań | 3:0(2:0) | Wisła Kraków | Stadion Wojska Polskiego, Warszawa Widzów: 16 000 Sędzia: Wit Żelazko |
| 19 czerwca 1984 | Miłoszewicz 7' Mirosław Okoński 21' Czesław Jakołcewicz 47' | 3:0(2:0) | | Stadion Wojska Polskiego, Warszawa Widzów: 16 000 Sędzia: Wit Żelazko |
| Pleśnierowicz Krzysztof Pawlak Hieronim Barczak Damian Łukasik Józef Adamiec Bąk (85' Bogusław Oblewski) Miłoszewicz Czesław Jakołcewicz (67' Dariusz Kofnyt) Mariusz Niewiadomski Mirosław Okoński Jarosław Araszkiewicz Trener: Wojciech Łazarek | Pleśnierowicz Krzysztof Pawlak Hieronim Barczak Damian Łukasik Józef Adamiec Bąk (85' Bogusław Oblewski) Miłoszewicz Czesław Jakołcewicz (67' Dariusz Kofnyt) Mariusz Niewiadomski Mirosław Okoński Jarosław Araszkiewicz Trener: Wojciech Łazarek |          | Jerzy Zajda Marek Motyka Piotr Skrobowski (27' Gorgoń) Krzysztof Budka Jan Jałocha (77' Marek Świerczewski) Andrzej Targosz Adam Nawałka Janusz Nawrocki Banaszkiewicz Andrzej Iwan Wróbel Trener: Edmund Zientara | Jerzy Zajda Marek Motyka Piotr Skrobowski (27' Gorgoń) Krzysztof Budka Jan Jałocha (77' Marek Świerczewski) Andrzej Targosz Adam Nawałka Janusz Nawrocki Banaszkiewicz Andrzej Iwan Wróbel Trener: Edmund Zientara |

| 22 czerwca 1988 | Lech Poznań | 1:1 k. 6:5(0:0, k. 6:5) | Legia Warszawa | Łódź Widzów: 10 000 Sędzia: Piotr Werner |
| 22 czerwca 1988 | Jarosław Araszkiewicz 48' | 1:1 k. 6:5(0:0, k. 6:5) | Krzysztof Iwanicki 64' | Łódź Widzów: 10 000 Sędzia: Piotr Werner |
| Ryszard Jankowski Marek Rzepka Piotr Skrobowski Damian Łukasik Dariusz Kofnyt (50' Słowakiewicz) Ryszard Rybak (94' Dariusz Skrzypczak) Piotr Romke Czesław Jakołcewicz Jarosław Araszkiewicz Bogusław Pachelski Jerzy Kruszczyński Trener: Henryk Apostel | Ryszard Jankowski Marek Rzepka Piotr Skrobowski Damian Łukasik Dariusz Kofnyt (50' Słowakiewicz) Ryszard Rybak (94' Dariusz Skrzypczak) Piotr Romke Czesław Jakołcewicz Jarosław Araszkiewicz Bogusław Pachelski Jerzy Kruszczyński Trener: Henryk Apostel |                         | Zbigniew Robakiewicz Dariusz Kubicki Paweł Janas (4' Marek Jóźwiak) Arkadiusz Gmur Arceusz (91' Jagoda) Zbigniew Kaczmarek Leszek Pisz Krzysztof Iwanicki Szeliga Łatka Dariusz Dziekanowski Trener: Andrzej Strejlau | Zbigniew Robakiewicz Dariusz Kubicki Paweł Janas (4' Marek Jóźwiak) Arkadiusz Gmur Arceusz (91' Jagoda) Zbigniew Kaczmarek Leszek Pisz Krzysztof Iwanicki Szeliga Łatka Dariusz Dziekanowski Trener: Andrzej Strejlau |

| 18 maja 2004 | Lech Poznań | 2:0(2:0) | Legia Warszawa | Stadion Miejski, Poznań Widzów: 26 000 Sędzia: Krzysztof Słupik |
| 18 maja 2004 | Piotr Reiss 17' 35' | 2:0(2:0) | | Stadion Miejski, Poznań Widzów: 26 000 Sędzia: Krzysztof Słupik |
| Waldemar Piątek Paweł Kaczorowski (84' Waldemar Kryger) Zbigniew Wójcik Bartosz Bosacki Rafał Lasocki Łukasz Madej Maciej Scherfchen Piotr Świerczewski Michał Goliński (90' Mariusz Mowlik) Piotr Reiss Zbigniew Zakrzewski (76' Krzysztof Piskuła) Trener: Czesław Michniewicz | Waldemar Piątek Paweł Kaczorowski (84' Waldemar Kryger) Zbigniew Wójcik Bartosz Bosacki Rafał Lasocki Łukasz Madej Maciej Scherfchen Piotr Świerczewski Michał Goliński (90' Mariusz Mowlik) Piotr Reiss Zbigniew Zakrzewski (76' Krzysztof Piskuła) Trener: Czesław Michniewicz |          | Boruc Choto Zieliński Jóźwiak Sokołowski II Magiera (39' Jarzębowski) Surma (79' Szala) Vuković Sokołowski I (46' Wróblewski) Włodarczyk Saganowski Trener: Dariusz Kubicki | Boruc Choto Zieliński Jóźwiak Sokołowski II Magiera (39' Jarzębowski) Surma (79' Szala) Vuković Sokołowski I (46' Wróblewski) Włodarczyk Saganowski Trener: Dariusz Kubicki |

| 1 czerwca 2004 | Legia Warszawa | 1:0(0:0) | Lech Poznań | Stadion Wojska Polskiego, Warszawa Widzów: 15 000 Sędzia: Antoni Fijarczyk |
| 1 czerwca 2004 | Piotr Włodarczyk 68' | 1:0(0:0) | | Stadion Wojska Polskiego, Warszawa Widzów: 15 000 Sędzia: Antoni Fijarczyk |
| Artur Boruc Dickson Choto Jacek Zieliński Wojciech Szala Tomasz Sokołowski II Łukasz Surma (59' García) Aleksandar Vuković (75' Jacek Magiera) Tomasz Jarzębowski Tomasz Sokołowski I (56' Radosław Wróblewski) Piotr Włodarczyk Marek Saganowski Trener: Dariusz Kubicki | Artur Boruc Dickson Choto Jacek Zieliński Wojciech Szala Tomasz Sokołowski II Łukasz Surma (59' García) Aleksandar Vuković (75' Jacek Magiera) Tomasz Jarzębowski Tomasz Sokołowski I (56' Radosław Wróblewski) Piotr Włodarczyk Marek Saganowski Trener: Dariusz Kubicki |          | Waldemar Piątek Paweł Kaczorowski Zbigniew Wójcik Bartosz Bosacki Rafał Lasocki Łukasz Madej (90' Waldemar Kryger) Maciej Scherfchen Piotr Świerczewski Michał Goliński (32' Krzysztof Piskuła) Piotr Reiss Zbigniew Zakrzewski (16' Rafał Grzelak) Trener: Czesław Michniewicz | Waldemar Piątek Paweł Kaczorowski Zbigniew Wójcik Bartosz Bosacki Rafał Lasocki Łukasz Madej (90' Waldemar Kryger) Maciej Scherfchen Piotr Świerczewski Michał Goliński (32' Krzysztof Piskuła) Piotr Reiss Zbigniew Zakrzewski (16' Rafał Grzelak) Trener: Czesław Michniewicz |

| 19 maja 2009 | Lech Poznań | 1:0(0:0) | Ruch Chorzów | Stadion Śląski, Chorzów Widzów: 25 000 Sędzia: Tomasz Mikulski |
| 19 maja 2009 | Sławomir Peszko 51' | 1:0(0:0) | | Stadion Śląski, Chorzów Widzów: 25 000 Sędzia: Tomasz Mikulski |
| Ivan Turina Marcin Kikut Złatko Tanewski Manuel Arboleda Luis Henríquez Sławomir Peszko (89' Jakub Wilk) Tomasz Bandrowski Rafał Murawski Semir Štilić (73' Dimitrije Injac) Robert Lewandowski (90' Ivan Đurđević) Hernán Rengifo Trener: Franciszek Smuda | Ivan Turina Marcin Kikut Złatko Tanewski Manuel Arboleda Luis Henríquez Sławomir Peszko (89' Jakub Wilk) Tomasz Bandrowski Rafał Murawski Semir Štilić (73' Dimitrije Injac) Robert Lewandowski (90' Ivan Đurđević) Hernán Rengifo Trener: Franciszek Smuda |          | Krzysztof Pilarz Ariel Jakubowski Rafał Grodzicki Ireneusz Adamski Tomasz Brzyski Wojciech Grzyb Grzegorz Baran Michał Pulkowski (77' Gábor Straka) Marcin Nowacki (55' Artur Sobiech) Pavol Baláž Remigiusz Jezierski (65' Łukasz Janoszka) Trener: Waldemar Fornalik | Krzysztof Pilarz Ariel Jakubowski Rafał Grodzicki Ireneusz Adamski Tomasz Brzyski Wojciech Grzyb Grzegorz Baran Michał Pulkowski (77' Gábor Straka) Marcin Nowacki (55' Artur Sobiech) Pavol Baláž Remigiusz Jezierski (65' Łukasz Janoszka) Trener: Waldemar Fornalik |

| 3 maja 2011 | Lech Poznań | 1:1 k. 4:5(1:0, k. 4:5) | Legia Warszawa | Stadion im. Zdzisława Krzyszkowiaka, Bydgoszcz Widzów: 18 500 Sędzia: Paweł Gil |
| 3 maja 2011 | Dimitrije Injac 28' | 1:1 k. 4:5(1:0, k. 4:5) | Manú 66' | Stadion im. Zdzisława Krzyszkowiaka, Bydgoszcz Widzów: 18 500 Sędzia: Paweł Gil |
| Krzysztof Kotorowski Grzegorz Wojtkowiak Bartosz Bosacki Hubert Wołąkiewicz Luis Henríquez Dimitrije Injac (67' Semir Štilić) Ivan Đurđević Sergey Krivets (102' Tomasz Mikołajczak) Rafał Murawski Jakub Wilk (75' Jacek Kiełb) Artjoms Rudņevs Trener: José Mari Bakero | Krzysztof Kotorowski Grzegorz Wojtkowiak Bartosz Bosacki Hubert Wołąkiewicz Luis Henríquez Dimitrije Injac (67' Semir Štilić) Ivan Đurđević Sergey Krivets (102' Tomasz Mikołajczak) Rafał Murawski Jakub Wilk (75' Jacek Kiełb) Artjoms Rudņevs Trener: José Mari Bakero |                         | Wojciech Skaba Jakub Rzeźniczak Dickson Choto (75' Ariel Cabral) Iñaki Astiz Ventura (75' Marcin Komorowski) Jakub Wawrzyniak Ivica Vrdoljak Ariel Borysiuk Manú Miroslav Radović Maciej Rybus (60' Michał Kucharczyk) Michal Hubník Trener: Maciej Skorża | Wojciech Skaba Jakub Rzeźniczak Dickson Choto (75' Ariel Cabral) Iñaki Astiz Ventura (75' Marcin Komorowski) Jakub Wawrzyniak Ivica Vrdoljak Ariel Borysiuk Manú Miroslav Radović Maciej Rybus (60' Michał Kucharczyk) Michal Hubník Trener: Maciej Skorża |

| 2 maja 2015 | Lech Poznań | 1:2(1:1) | Legia Warszawa | Stadion Narodowy w Warszawie Widzów: 45 322 Sędzia: Daniel Stefański |
| 2 maja 2015 | Tomasz Jodłowiec 20' (s) | 1:2(1:1) | Tomasz Jodłowiec 30' Marek Saganowski 55' | Stadion Narodowy w Warszawie Widzów: 45 322 Sędzia: Daniel Stefański |
| Maciej Gostomski Tomasz Kędziora Marcin Kamiński Paulus Arajuuri Barry Douglas Łukasz Trałka Karol Linetty (68' Darko Jevtić) Dawid Kownacki Kasper Hämäläinen Szymon Pawłowski (79' Muhamed Keita) Zaur Sadajew (72' Dariusz Formella) Trener: Maciej Skorża | Maciej Gostomski Tomasz Kędziora Marcin Kamiński Paulus Arajuuri Barry Douglas Łukasz Trałka Karol Linetty (68' Darko Jevtić) Dawid Kownacki Kasper Hämäläinen Szymon Pawłowski (79' Muhamed Keita) Zaur Sadajew (72' Dariusz Formella) Trener: Maciej Skorża |          | Dušan Kuciak Łukasz Broź Jakub Rzeźniczak Iñaki Astiz Ventura Tomasz Brzyski Ivica Vrdoljak Tomasz Jodłowiec Guilherme (37' Michał Żyro) (89' Jakub Kosecki) Ondrej Duda Michał Kucharczyk Marek Saganowski Trener: Henning Berg | Dušan Kuciak Łukasz Broź Jakub Rzeźniczak Iñaki Astiz Ventura Tomasz Brzyski Ivica Vrdoljak Tomasz Jodłowiec Guilherme (37' Michał Żyro) (89' Jakub Kosecki) Ondrej Duda Michał Kucharczyk Marek Saganowski Trener: Henning Berg |

| 2 maja 2016 | Lech Poznań | 0:1(0:0) | Legia Warszawa | Stadion Narodowy w Warszawie Widzów: 48 563 Sędzia: Szymon Marciniak |
| 2 maja 2016 | Aleksandar Prijović 69' | 0:1(0:0) | | Stadion Narodowy w Warszawie Widzów: 48 563 Sędzia: Szymon Marciniak |
| Jasmin Burić Tomasz Kędziora Marcin Kamiński Paulus Arajuuri Tamás Kádár Łukasz Trałka (79' Maciej Gajos) Karol Linetty Abdul Aziz Tetteh Gergő Lovrencsics (91' Kamil Jóźwiak) Szymon Pawłowski Dawid Kownacki (87' Darko Jevtić) Trener: Jan Urban | Jasmin Burić Tomasz Kędziora Marcin Kamiński Paulus Arajuuri Tamás Kádár Łukasz Trałka (79' Maciej Gajos) Karol Linetty Abdul Aziz Tetteh Gergő Lovrencsics (91' Kamil Jóźwiak) Szymon Pawłowski Dawid Kownacki (87' Darko Jevtić) Trener: Jan Urban |          | Arkadiusz Malarz Artur Jędrzejczyk Igor Lewczuk Michał Pazdan Adam Hloušek Ondrej Duda (67' Guilherme) Tomasz Jodłowiec Ariel Borysiuk Nemanja Nikolić (83' Michaił Aleksandrow) Michał Kucharczyk Aleksandar Prijović (83' Kasper Hämäläinen) Trener: Stanisław Czerczesow | Arkadiusz Malarz Artur Jędrzejczyk Igor Lewczuk Michał Pazdan Adam Hloušek Ondrej Duda (67' Guilherme) Tomasz Jodłowiec Ariel Borysiuk Nemanja Nikolić (83' Michaił Aleksandrow) Michał Kucharczyk Aleksandar Prijović (83' Kasper Hämäläinen) Trener: Stanisław Czerczesow |

| 2 maja 2017 | Lech Poznań | 1:2 (pd.)(0:0) | Arka Gdynia | Stadion Narodowy w Warszawie Widzów: 43 760 Sędzia: Tomasz Musiał |
| 2 maja 2017 | Łukasz Trałka 119' | 1:2 (pd.)(0:0) | Rafał Siemaszko 107' Luka Zarandia 111' | Stadion Narodowy w Warszawie Widzów: 43 760 Sędzia: Tomasz Musiał |
| Jasmin Burić Tomasz Kędziora Jan Bednarek Lasse Nielsen (111' Mihai Răduț) Volodymyr Kostevych Łukasz Trałka Darko Jevtić (84' Szymon Pawłowski) Maciej Gajos Radosław Majewski Dawid Kownacki (73' Maciej Makuszewski) Marcin Robak Trener: Nenad Bjelica | Jasmin Burić Tomasz Kędziora Jan Bednarek Lasse Nielsen (111' Mihai Răduț) Volodymyr Kostevych Łukasz Trałka Darko Jevtić (84' Szymon Pawłowski) Maciej Gajos Radosław Majewski Dawid Kownacki (73' Maciej Makuszewski) Marcin Robak Trener: Nenad Bjelica |                | Pāvels Šteinbors Tadeusz Socha Krzysztof Sobieraj Michał Marcjanik Marcin Warcholak Marcus Vinícius (54' Rafał Siemaszko) Antoni Łukasiewicz Adam Marciniak Mateusz Szwoch Miroslav Božok (83' Dominik Hofbauer) Przemysław Trytko (70' Luka Zarandia) Trener: Leszek Ojrzyński | Pāvels Šteinbors Tadeusz Socha Krzysztof Sobieraj Michał Marcjanik Marcin Warcholak Marcus Vinícius (54' Rafał Siemaszko) Antoni Łukasiewicz Adam Marciniak Mateusz Szwoch Miroslav Božok (83' Dominik Hofbauer) Przemysław Trytko (70' Luka Zarandia) Trener: Leszek Ojrzyński |

| 2 maja 2022 | Lech Poznań | 1:3(0:2) | Raków Częstochowa | Stadion Narodowy w Warszawie Widzów: 35 694 Sędzia: Szymon Marciniak |
| 2 maja 2022 | João Amaral 52' | 1:3(0:2) | Vladislavs Gutkovskis 6' Mateusz Wdowiak 36' Ivi López 77' | Stadion Narodowy w Warszawie Widzów: 35 694 Sędzia: Szymon Marciniak |
| Mickey van der Hart Joel Pereira (46' João Amaral) Ľubomír Šatka Antonio Milić Pedro Rebocho Michał Skóraś Radosław Murawski (73' Pedro Tiba) Jesper Karlström (85' Nika Kwekweskiri) Dawid Kownacki (73' Adriel Ba Loua) Jakub Kamiński (78' Filip Marchwiński) Mikael Ishak Trener: Maciej Skorża | Mickey van der Hart Joel Pereira (46' João Amaral) Ľubomír Šatka Antonio Milić Pedro Rebocho Michał Skóraś Radosław Murawski (73' Pedro Tiba) Jesper Karlström (85' Nika Kwekweskiri) Dawid Kownacki (73' Adriel Ba Loua) Jakub Kamiński (78' Filip Marchwiński) Mikael Ishak Trener: Maciej Skorża |          | Kacper Trelowski Fran Tudor Tomáš Petrášek Zoran Arsenić Deian Sorescu (46' Wiktor Długosz) Giánnis Papanikoláou Ben Lederman Mateusz Wdowiak (73' Andrzej Niewulis) Ivi López (84' Jakub Arak) Patryk Kun Vladislavs Gutkovskis (72' Sebastian Musiolik) Trener: Marek Papszun | Kacper Trelowski Fran Tudor Tomáš Petrášek Zoran Arsenić Deian Sorescu (46' Wiktor Długosz) Giánnis Papanikoláou Ben Lederman Mateusz Wdowiak (73' Andrzej Niewulis) Ivi López (84' Jakub Arak) Patryk Kun Vladislavs Gutkovskis (72' Sebastian Musiolik) Trener: Marek Papszun |